# Departamento de Combarbalá
El departamento de Combarbalá fue una división político-administrativa de Chile, creada el 25 de mayo de 1833 con la entrada en vigencia de la nueva Constitución Política de la República.
El departamento de Combarbalá fue disuelto mediante el decreto con fuerza de ley 8582 del 30 de diciembre de 1927, siendo anexado al departamento de Ovalle, y fue restituido mediante la ley 6478, promulgada el 22 de diciembre de 1939 y publicada el 19 de enero de 1940.
El departamento fue disuelto al ser creada la provincia de Limarí mediante el Decreto Ley 1317, promulgado el 31 de diciembre de 1975, que fijaba las provincias de la Región de Coquimbo.

## Administración
Mediante decreto del 2 de diciembre de 1885 fueron creadas las siguientes subdelegaciones y distritos del departamento de Coquimbo:
| Subdelegaciones          | Distritos                 |
| ------------------------ | ------------------------- |
| 1a, Oriente de la Villa  | 1, Norte del Río          |
| 1a, Oriente de la Villa  | 2, Sur del Río            |
| 1a, Oriente de la Villa  | 3, Ramadilla del Poniente |
| 1a, Oriente de la Villa  | 4, Ramadilla del Oriente  |
| 2a, Poniente de la Villa | 1, Sur de la Plaza        |
| 2a, Poniente de la Villa | 2, Norte de la Plaza      |
| 2a, Poniente de la Villa | 3, Algarrobal             |
| 2a, Poniente de la Villa | 4, Parral                 |
| 3a, Valle Hermoso        | 1, Valle Hermoso          |
| 3a, Valle Hermoso        | 2, Quintal                |
| 3a, Valle Hermoso        | 3, Pama                   |
| 3a, Valle Hermoso        | 4, Durazno                |
| 4a, Valdivia             | 1, Quilatapia             |
| 4a, Valdivia             | 2, Soruco                 |
| 4a, Valdivia             | 3, Rincón                 |
| 4a, Valdivia             | 4, Sauce                  |
| 4a, Valdivia             | 5, Guacho                 |
| 4a, Valdivia             | 6, Peña Blanca            |
| 5a, Manquegua            | 1, Carrizal               |
| 5a, Manquegua            | 2, Huilmo                 |
| 5a, Manquegua            | 3, Los Pozos              |
| 5a, Manquegua            | 4, Quillay                |
| 5a, Manquegua            | 5, San Marcos             |
| 5a, Manquegua            | 6, Litipampa              |
| 6a, Chañaral Alto        | 1, Coipa                  |
| 6a, Chañaral Alto        | 2, Chañaral               |
| 6a, Chañaral Alto        | 3, San Marcos             |
| 6a, Chañaral Alto        | 4, San Lorenzo            |
| 6a, Chañaral Alto        | 5, Cárcamo                |
| 7a, Cogotí               | 1, Dieciocho              |
| 7a, Cogotí               | 2, Cogotí                 |
| 7a, Cogotí               | 3, Los Llanos             |
| 7a, Cogotí               | 4, Ligua                  |
| 7a, Cogotí               | 5, Los Sapos              |

Con el Decreto de Creación de Municipalidades del 22 de diciembre de 1891, se crean las siguientes municipalidades con sus sedes y cuyos territorios son las subdelegaciones detalladas a continuación, las cuales existieron hasta 1927, cuando el departamento es anexado al de Ovalle:
| Municipalidad Sede | Subdelegaciones          |
| ------------------ | ------------------------ |
| Combarbalá         | 1a, Oriente de la Villa  |
| Combarbalá         | 2a, Poniente de la Villa |
| Combarbalá         | 3a, Valle Hermoso        |
| Combarbalá         | 4a, Valdivia             |
| Combarbalá         | 5a, Manquegua            |
| Chañaral Alto      | 6a, Chañaral Alto        |
| Chañaral Alto      | 7a, Cogotí               |

En la misma fecha de promulgación del decreto con fuerza de ley del 30 de diciembre de 1927 que anexó el departamento de Combarbalá al de Ovalle, fue disuelta la comuna de Chañaral Alto e incorporada a la de Combarbalá. Al ser restituido el departamento en 1939, este quedó conformado únicamente por la comuna de Combarbalá.